# Micròmetre (instrument de mesura)
El micròmetre, que també s'anomena caragol o calibre de Palmer o simplement palmer, és un aparell que serveix per a mesurar amb precisió dimensions de l'ordre de mil·lèsimes de mil·límetre. El nom deriva etimològicament de les paraules gregues μικρο (micros, petit) i μετρoν (metron, mesura); el seu funcionament es basa en un caragol micromètric que serveix per a valorar la mida d'un objecte amb gran precisió, en un rang de l'ordre de centèsimes o de mil·lèsimes de mil·límetre, 0,01 mm ó 0,001 mm (micra) respectivament.
L'instrument, d'aspecte similar al d'una falç, es basa en un caragol de pas constant roscat interiorment que en anar girant desplaça un tambor graduat on indica la distància recorreguda linealment pel caragol.
Per procedir amb la mesura posseeix dos extrems que són aproximats mútuament gràcies a un caragol de rosca fina que disposa en el seu contorn d'una escala gravada, la qual pot incorporar un nònius. La longitud màxima mesurable amb el micròmetre d'exteriors és de 25 mm normalment, tot i que també n'hi ha de 0 a 30, i és, per tant, necessari disposar d'un aparell per a cada rang de mides a mesurar: 0-25 mm, 25-50 mm, 50-75 mm...
A més, sol tenir un sistema per limitar la torsió màxima del caragol, necessari ja que en ser molt fina la rosca no resulta fàcil detectar un excés de força que pogués ser causant d'una disminució en la precisió.

## Història

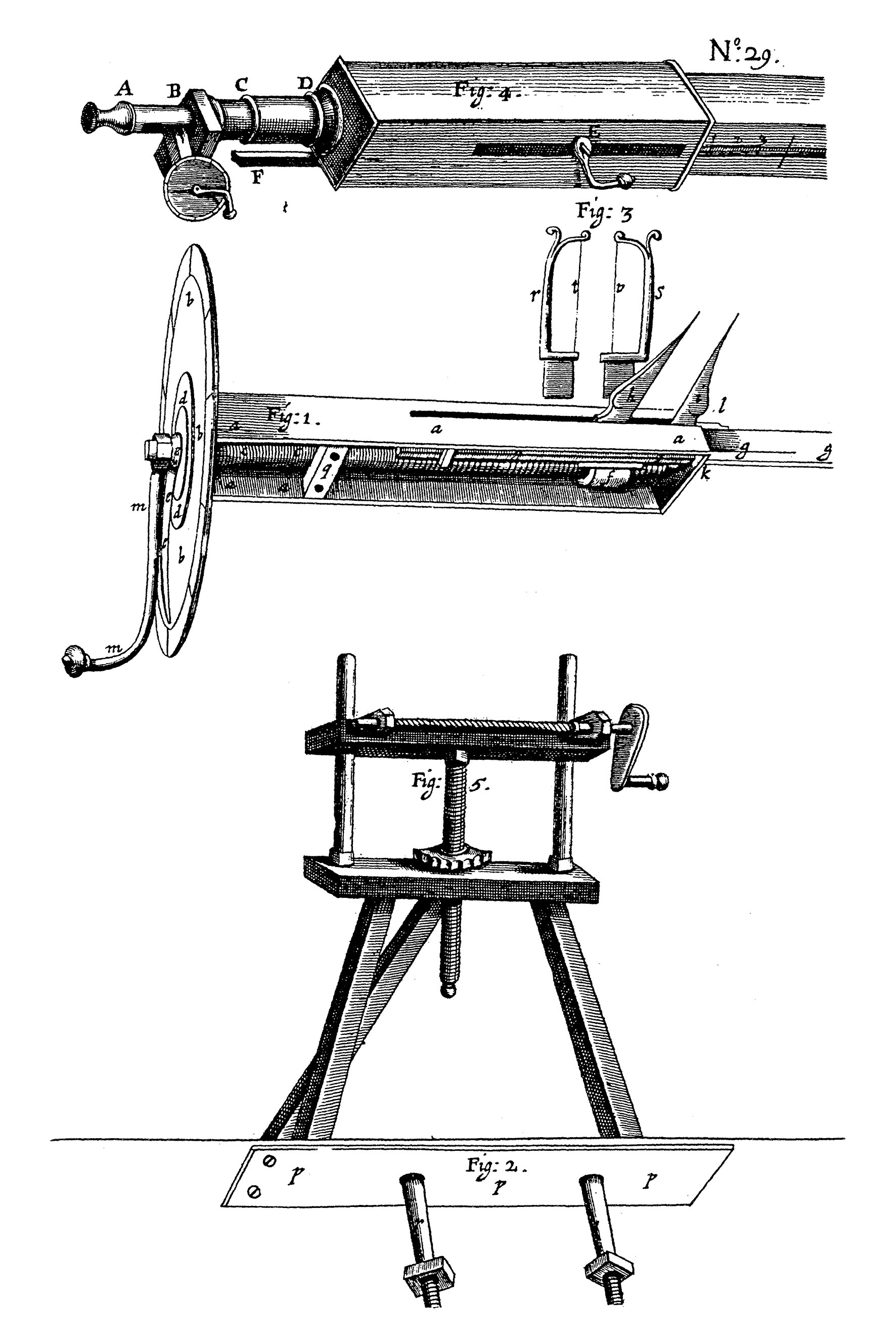
Micròmetre de Gascoigne elaborat per Robert Hooke.

Durant el Renaixement i la Revolució Industrial hi havia un gran interès a poder mesurar les coses amb gran precisió, cap dels instruments emprats en aquesta època semblen metres, calibres o micròmetres emprats en l'actualitat, segurament per aquest interès s'anomenà micròmetre.
Els primers experiments per a crear una eina que permetia la mesura de distàncies amb precisió en un telescopi astronòmic és de principis del segle xvii, com el desenvolupat per Galileo Galilei per mesurar la distància dels satèl·lits de Júpiter.
La invenció en 1640 per William Gascoigne del caragol micromètric suposava una millora del vernier o nònius utilitzat en el calibre i s'utilitzaria en astronomia per mesurar amb un telescopi distàncies angulars entre estrelles.
Henry Maudslay va construir un micròmetre de banc el 1829, basat en el dispositiu de caragol de banc, compost d'una base i dues mandíbules d'acer, de les quals una es podia moure amb un caragol al llarg de la superfície de la guia. Aquest dispositiu estava dissenyat basat en el sistema mètric anglès, presentava una escala dividida en dècimes de polzada i un tambor, solidari al caragol, dividit en centèsimes i mil·lèsimes de polzada.
Una millora d'aquest instrument va ser inventada pel mecànic francès Jean Laurent Palmer en 1848 i que es va constituir en el primer desenvolupament de què es tingui notícia del caragol micromètric de mà. A l'Exposició de París d'aquest any, aquest dispositiu va cridar l'atenció de Joseph Brown i del seu ajudant Lucius Sharpe, qui van començar a fabricar de forma massiva a partir de 1868 en la seva empresa conjunta Brown & Sharpe. L'àmplia difusió del caragol fabricat per aquesta empresa va permetre el seu ús en els tallers mecànics de mida mitjana.
El 1888 Edward Williams Morley va demostrar la precisió de les mesures, amb el micròmetre, en una sèrie complexa d'experiments. El 1890, l'empresari i inventor nord-americà Laroy Sunderland Starrett (1836-1922), va patentar un micròmetre que va transformar l'antiga versió d'aquest instrument en una similar a la usada en l'actualitat. Starrett va fundar l'empresa Starrett en l'actualitat un dels majors fabricants d'eines i instruments de mesura en el món.
La cultura de la precisió i l'exactitud de les mesures, en els tallers, es va fer fonamental durant l'era del desenvolupament industrial, per esdevenir una part important de les ciències aplicades i de la tecnologia. A principis del segle xx, la precisió de les mesures era fonamental en la indústria de matriceria i motlles, en la fabricació d'eines i en l'enginyeria, el que va donar origen a les ciències de la metrologia i metrotècnia, i l'estudi dels diferents instruments de mesura.

## Parts
Partint d'un micròmetre normalitzat de 0 a 25 mm, de mesura d'exteriors, hi ha les següents parts:
1- CosConstitueix la carcassa del micròmetre; sol tenir unes plaquetes d'aïllant tèrmic per evitar la variació de mesura per dilatació.
2- TopallDetermina el punt zero de la mesura, sol ser d'algun material dur (com "metall dur") per evitar el desgast així com optimitzar la mesura.
3- EspigaElement mòbil que determina la lectura del micròmetre, la punta sol també tenir la superfície en metall dur per evitar desgast.
4- Femella de fixacióPermet bloquejar el desplaçament de l'espiga.
5- Tambor fixSolidari al cos, on hi ha gravada l'escala fixa de 0 a 25 mm.
6- Tambor mòbilSolidari a l'espiga, en la qual està gravada l'escala mòbil de 50 divisions.
7- TrinquetLimita la força exercida en realitzar el mesurament.
Si seccionem el micròmetre podrem veure el seu mecanisme intern: on podem veure l'espiga llisa en la part que sobresurt del cos i roscada a la part dreta interior, el pas de rosca és de 0,5 mm, el tambor mòbil solidari a l'espiga que gira amb ell, el trinquet a la part dreta de l'espiga, amb el mecanisme d'embragatge, que llisca quan la força exercida supera un límit.
L'extrem dret del cos és la femella on aquesta roscada l'espiga, aquesta rosca aquesta ranurada longitudinalment i té una rosca cònica en la seva part exterior, amb la seva corresponent rosca cònica d'ajust, aquest sistema permet compensar els possibles desgasts de la rosca, limitant, d'aquesta manera, el joc màxim entre l'espiga i la femella roscada en el cos del micròmetre.
Sobre el cos aquesta encaixat el tambor fix, que es pot desplaçar longitudinalment o girar si cal, per ajustar la correcta lectura del micròmetre, i que romandrà solidari al cos en les altres condicions.
La part del tambor fix, que deixa veure el tambor mòbil, és el nombre enter de voltes que ha donat l'espiga, ja que el pas de rosca de l'espiga és de 0,5 mm, l'escala fixa, gravada en el tambor fix, té una escala de mil·límetres sencers a la part superior i de mitjans mil·límetres en la inferior, és a dir l'escala és de mig mil·límetre.
El tambor mòbil, que gira solidari amb l'espiga, té gravada l'escala mòbil, de 50 divisions, numerada cada cinc divisions, i que permet determinar la fracció de tornada que ha girat el tambor, la qual cosa permet fer una lectura de 0,01 mm en la mesura.
Amb aquestes dues escales podem realitzar el mesurament amb el micròmetre.

## Funcionament
El principi de funcionament o d'operació d'un micròmetre es basa en el fet que, si un caragol muntat en una femella fixa es fa girar, el desplaçament d'aquest en el sentit longitudinal, és proporcional al gir donat.

Animació del funcionament d'un micròmetre

El micròmetre utilitza el principi d'un caragol per transformar petites distàncies que són massa petites per ser mesurades directament, en grans rotacions que són prou grans per llegir-les en una escala. La precisió d'un micròmetre es deriva de l'exactitud del caragol roscat que està al seu interior. Els principis bàsics de funcionament d'un micròmetre són els següents:
1. La quantitat de rotació d'un caragol de precisió pot ser directa i precisament relacionada amb una certa quantitat de moviment axial (i viceversa), a través de la constant coneguda com el pas del caragol. El pas és la distància que avança axialment el caragol amb una volta completa de (360°).
2. Amb un caragol de pas adequat i de diàmetre major, una determinada quantitat de moviment axial es transformarà en el moviment circular resultant.

Per exemple, si el pas del caragol és d'1 mm i el seu diàmetre exterior és de 10 mm, aleshores la circumferència del caragol és de 10π o 31,4 mm aproximadament. Per tant, un moviment axial d'1 mm s'amplia amb un moviment circular de 31,4 mm. Aquesta ampliació permet detectar una petita diferència en la mida de dos objectes de mides similars segons la posició del tambor graduat del micròmetre.
En els antics micròmetres la posició del tambor graduat es llegeix directament a partir de les marques d'escala en el tambor i l'eix. Generalment s'inclou un nònius, el que permet que la mesura a ser llegida amb una fracció de la marca de l'escala més petita. En els recents micròmetres digitals, la mesura es mostra en format digital a la pantalla LCD de l'instrument. També existeixen versions mecàniques amb dígits en una escala graduada, en l'estil dels odòmetres dels vehicles en els quals els números van "rodant".

## Micròmetre de profunditats
En el cas del micròmetre de profunditat, sonda, es poden veure les similituds amb el cargol micromètric d'exteriors:
Però en lloc de tenir un arc té una base de suport:
A més, l'escala està en sentit invers. Quan la sonda està recollida, en la menor mesura, el tambor fix es veu en la seva totalitat, i el tambor mòbil oculta l'escala fixa a mesura que la mesura augmenta. Per tant, el valor en mil·límetres sencers i mig mil·límetre és l'últim que es va ocultar pel tambor mòbil.
L'escala al tambor mòbil també és en sentit invers a la del micròmetre d'exteriors:
Es pot veure que la regla s'amaga progressivament sota el tambor, sent aquest valor ocult el de la mesura:
La diferència entre un micròmetre de 0-25 i un altre de 25-50 és la graduació de l'escala i la longitud de l'espiga:

## Tipus de micròmetres
Poden distingir-se diversos tipus de micròmetres, classificant-los segons diferents criteris:
Segons la tecnologia de fabricació:
Mecànics: basats en elements exclusivament mecànics.
Electrònics: fabricats amb elements electrònics, emprant normalment tecnologia digital.
Per la unitat de mesura:
Sistema decimal: segons el sistema mètric decimal, emprant el mil·límetre com a unitat de longitud.
Sistema anglès: segons el sistema anglosaxó d'unitats, utilitzant un divisor de la polzada com a unitat de mesura.
Per la normalització:
Estàndard: per a un ús general, quant a l'apreciació i l'amplitud de mesures.
Especials: d'amplitud de mesura o apreciació especials, destinats a mesuraments específics, en processos de fabricació o verificació concrets.
Per la forquilla de mesura:
En els micròmetres estàndard mètrics, tots els cargols micromètrics mesuren 25 mm, podent presentar-se forquetes de mesura de 0 a 25 mm, de 25 a 50 mm, de 50 a 75 mm, etc., fins a mesures que superen el metre.
En el sistema anglès d'unitats, la longitud del cargol sol ser d'una polzada, i les diferents forquetes de mesura solen anar d'una en una polzada.
Per les mesures a realitzar:
D'exteriors: per mesurar les dimensions exteriors d'una peça.
D'interiors: per mesurar les dimensions interiors d'una peça.
De profunditat: per mesurar les profunditats de ranures i buits.
Per la forma dels topalls:
Paral·lels plans: els més normals per mesurar entre superfícies planes paral·leles.
De puntes còniques per a rosques: per mesurar entre els talls d'una superfície roscada.
De platerets per a engranatges: amb platerets per mesurar entre dents d'engranatges.
De topalls radials: per mesurar diàmetres de forats petits.
La versatilitat d'aquest instrument de mesura dona lloc a una gran amplitud de dissenys, segons les característiques ja vistes, o per altres que es puguin plantejar, però en tots els casos és fàcil diferenciar les característiques comunes del cargol micromètric en totes, en la forma de mesurament, forquilla de valors de mesura i presentació de la mesura.

### Altres micròmetres
Segons les necessitats d'ús, hi ha altres micròmetres que no compleixen els paràmetres anteriors de longitud 25 mm, pas de rosca 0,5 mm i 50 divisions del tambor.
A la imatge podem veure un micròmetre de 25 mm de longitud, 0 a 25 mm de marge de lectura, 1 mm d'avanç per volta de tambor i 100 divisions al tambor.
En aquest micròmetre no cal fer l'operació de sumar mig mil·límetre, ja que les seves 100 divisions donen lloc a una lectura més senzilla; els mil·límetres es llegeixen directament a l'escala fixa longitudinal i les centèsimes al tambor, el que resulta més senzill i pràctic, presentant l'inconvenient de necessitar un tambor de més diàmetre per poder distribuir les 100 divisions. Aquest diàmetre més gran pot ser un inconvenient segons la forma i grandària de la peça a mesurar.
A la imatge es pot veure la distància entre cares d'una femella, amb una mida de 8,01 mm.
A la figura es reprodueix un altre tipus de micròmetre, que permet mesurar la diferència de cota o pandeig d'una superfície, prenent com a referència tres punts de la superfície, mitjançant tres palpadors cònics; el cargol central determina la diferència de quota.
A la regla graduada vertical, amb una escala en mil·límetres, veiem el nombre de voltes senceres donades pel cargol, de pas un mil·límetre, el valor zero correspon a la posició de la punta del cargol al pla dels palpadors cònics, l'escala per sobre del zero mesura el ressalt de la superfície i l'escala per sota del zero el rebaixat del pla.
La fracció de tornada es mesura al tambor de cent divisions. El tambor serveix d'indicador sobre la regla, el tambor dóna l'alçada del zero de la regla i la divisió zero del tambor enfrontat amb la regla indica 0,00 mm de ressalt, la punta del cargol en el mateix pla que els tres palpadors.
L'exemple de la figura permet veure el principi de funcionament del micròmetre, la regla longitudinal que mesura el nombre de voltes senceres donades pel cargol i el tambor que mesura la fracció de gir. La combinació d'aquestes dues escales en determina la mesura. La precisió del micròmetre és deguda a un ampli gir del tambor per un petit desplaçament en l'avanç del cargol.

## Galeria d'imatges

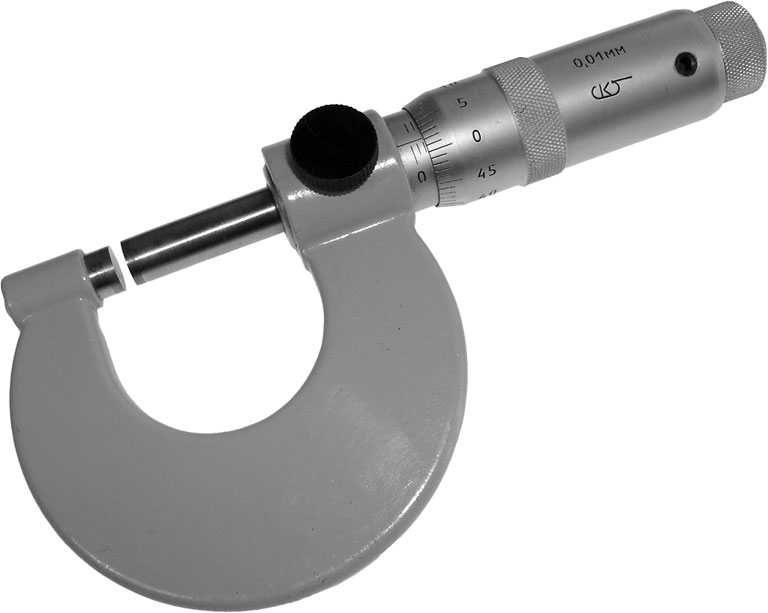
Micròmetre d'exteriors 0-25, típic.
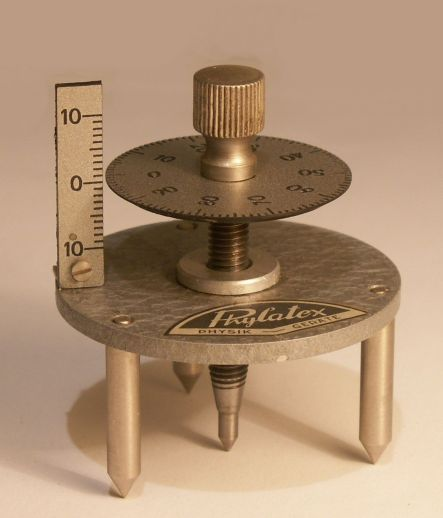
Micròmetre de diferència de quota.
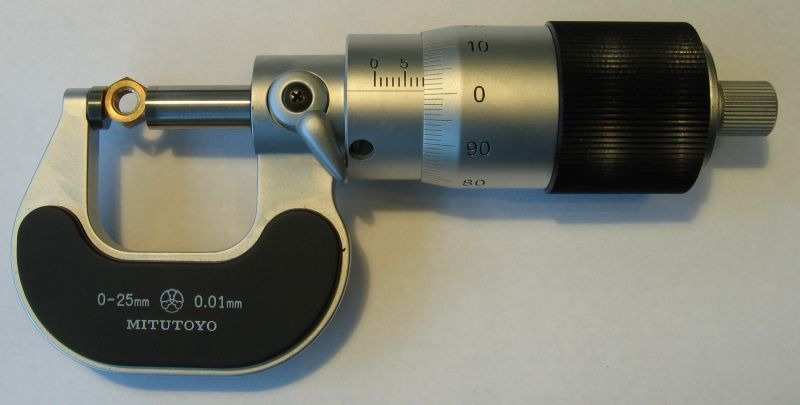
Micròmetre de pas de rosca 1 mm, tambor de 100 divisions, lectura 8,01 mm.
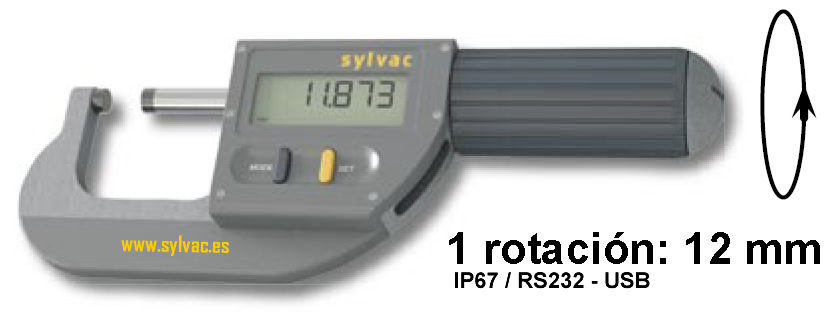
Micròmetre digital mil·lesimal.